# El run run de la calavera
El run run de la calavera  (1986) es una novela escrita por el autor boliviano Ramón Rocha Monroy. La obra ganó el Premio Guttentag de novela (ahora llamado simplemente "Premio Nacional de Novela), convocado por la editorial Los Amigos del Libro y actualmente es considerada una de las 15 novelas fundamentales de Bolivia.

## Origen
Ramón Rocha Monroy comenzó a escribir esta novela en 1983, al volver de México. El autor considera esta obra como parte del macabrismo, género que conoció a través de la novela corta Un ojo de vidrio, del escritor y caricaturista gallego Castelao. Igualmente, Rocha Monroy acepta que la novela está influenciada por Boris Vian.
La editorial Los Amigos del Libro se encargó de la primera edición de El run run de la calavera, sin embargo, sólo publicó la primera parte del texto. La novela se publicó completa recién a partir de la segunda edición, que circuló junto a diversos periódicos nacionales. Según el autor, la novela no tuvo gran recibimiento de la crítica en el momento de su publicación. De hecho, a pesar de haber ganado el Premio Guttentag de novela, pasó bastante desapercibida hasta que fue nombrada como una de las 15 novelas fundamentales de Bolivia. En este sentido, Rocha Montoy decidió que estaba «feo ayudarle» a ganar notoriedad, y que su libro tenía que seguir «su propio destino» el cual tiene que «encontrar solito».       

## Argumento
La novela se desarrolla en la fiesta de Todos los Santos, que comienza el 1 de noviembre. El espacio en donde se viven las acciones es en el pueblo de Pocona, ubicado en el departamento de Cochabamba (ciudad natal de Rocha Monroy).  
Al principio del texto, los muertos deciden salir del cementerio porque creen que han sido olvidados, a pesar de que los vivos están celebrando una fiesta en su honor. De este modo, se crea un espacio en el que los vivos y los muertos conviven. 
Los difuntos de la novela se comportan de un modo entre cómico y absurdo: tratan de arreglar su apariencia desagradable a causa de la putrefacción y hasta velan a un cadáver. No son fantasmas o almas que han venido del más allá, son cuerpos muertos que han salido de sus tumbas para emborracharse con sus familiares y amigos que todavía están vivos. 
Y junto a la borrachera suceden otras cosas por demás peculiares. El tiempo de los muertos es distinto al de los vivos. Por ejemplo, uno de los personajes se encuentra con su hermano que falleció hace mucho, siendo todavía un niño. Y la situación es confusa porque el niño muerto es su hermano mayor, pero, al mismo tiempo, es menor que él). El tiempo sufre un nuevo ordenamiento, y a este nuevo orden le acompañan hechos extraños como santos saliendo de la iglesia y aguas de ríos que se detienen.